# Pradelles-en-Val
Pradelles-en-Val korábbi község Franciaországban, Aude megyében. Lakosainak száma 178 fő (2018. január 1.). Pradelles-en-Val Arquettes-en-Val, Barbaira, Capendu, Fajac-en-Val, Montlaur és Monze községekkel határos.
2019. január 1-jén Montlaur korábbi községgel egyesült és az így létrejött Val-de-Dagne új község része lett.

## Népesség
A település népessége az elmúlt években az alábbi módon változott:
| Lakosok száma | 180  | 152  | 170  | 171  | 190  | 204  | 194  | 184  | 179  | 178  |
|               | 1968 | 1975 | 1982 | 1999 | 2006 | 2011 | 2013 | 2016 | 2017 | 2018 |